# یواس‌اس سمز (دی‌دی-۱۸۹)
یواس‌اس سمز (دی‌دی-۱۸۹) (به انگلیسی: USS Semmes (DD-189)) یک کشتی بود که طول آن ۳۱۴ فوت ۵ اینچ (۹۵٫۸۳ متر) بود. این کشتی در سال ۱۹۱۸ ساخته شد.